# Red Krayola
A Red Krayola (korábban: The Red Crayola) egy amerikai pszichedelikus/experimental rock együttes. Zenéjükben a rock, a noise rock és a pszichedelikus hangzásvilág egyesül, de időnként country rock illetve folk elemek is hallhatóak zenéjükben.

## Története
1966-ban alapították a texasi St. Thomas egyetem tanulói. Tagjai: Mayo Thompson - ének, gitár, Frederick Barthelme - dob és Steve Cunningham. Cunningham mára elhagyta a zenekart. Első nagylemezüket 1967-ben adták ki. Ugyanebben az évben elkezdtek dolgozni második albumukon, de a lemez végül csak 1995-ben került piacra a Drag City kiadó gondozásában. A Red Krayola "igazi" második albuma az 1968-as "God Bless the Red Krayola and All Who Sail with It". Ez volt a zenekar első olyan albuma, amely a "Krayola" írásmódot viselte. Mayo Thompson 1969-ben megjelentette első szóló albumát is. A "The Red Krayola" név a hetvenes illetve nyolcvanas évek óta inkább csak Thompson munkáira vonatkozik, amelyet egyéb zenészekkel, illetve az Art & Language nevű művészi csoportosulással közösen készített. Thompson a saját nevét és a The Red Crayola nevet is felhasználja.
Az egyetlen eredeti tag mára már csak Mayo Thompson énekes-gitáros.

## Diszkográfia
- The Parable of Arable Land (1967)
- God Bless the Red Krayola and All Who Sail with It (1968)
- Soldier-Talk (1979)
- Three Songs on a Trip to the United States (1983)
- Malefactor, Ade (1989)
- The Red Krayola (1994)
- Coconut Hotel (1995)
- Hazel (1996)
- Fingerpainting (1999)
- Japan in Paris in L.A. (2004)
- Introduction (2006)

## Egyéb kiadványok
Kollaborációs lemezek
- Corrected Slogans (1976)
- Kangaroo? (1981)
- Black Snakes (1983)
- Sighs Trapped by Liars (2007)
- Five American Portraits (2010)
- Baby and Child Care (2016, 1984-ben rögzítették)

Koncert albumok
- Live 1967 (1998)

EP-k
- Micro-Chips and Fish (1979)
- Armor and Language (1995)
- Blues, Hollers and Hellos (2000)
- Red Gold (2006)

Válogatáslemezek, remix albumok
- Singles (2004)
- Hurricane Fighter Plane (2006)
- Fingerpointing (2008)